# Gentilés du Royaume-Uni
Cet article contient l'ensemble des gentilés du Royaume-Uni, y compris les territoires britanniques d'outre-mer.
- Royaume-Uni (le) : Britannique, Britanniques, Britannique, Britanniques (invariant au féminin) ; adjectif : britannique, britanniques, britannique, britanniques ; adjectif composé : britannico- (Conseil britannico-irlandais) ; glottonyme : anglais
Le nom complet de l'État est Royaume-Uni de Grande-Bretagne et d'Irlande du Nord (le) : l'Irlande du Nord est oubliée dans le gentilé officiel.
Le pays est le plus souvent appelé Grande-Bretagne.
Le pays est souvent appelé à tort Angleterre (l') du nom d'une de ses subdivisions.
Anglais est couramment substitué au gentilé Britannique qui paraît bien administratif en français.
  - Angleterre (l') : Anglais, Anglais, Anglaise, Anglaises ; glottonyme : anglais
    - Londres : Londonien, Londoniens, Londonienne, Londoniennes
    - Aldershot : Aldershotien, Aldershotienne, Aldershotiens, Aldershotiennes
    - Altrincham : Altrinchamien, Altrinchamienne, Altrinchamiens, Altrinchamiennes
    - Ashford : Ashfordien, Ashfordiens, Ashfordiens, Ashfordiennes
    - Atherton : Athertonien, Athertonienne, Athertoniens, Athertoniennes
    - Aylesbury : Aylesburien, Aylesburienne, Aylesburiens, Aylesburiennes
    - Barnsley : Barnslien, Barnslienne, Barnsliens, Barnsliennes
    - Basildon : Basildonien, Basildonienne, Basildoniens, Basildoniennes
    - Basingstoke : Basingstokien, Basingstokienne, Basingstokiens, Basingstokiennes
    - Bath : Bathonien, Bathonienne, Bathoniens, Bathoniennes
    - Batley : Batlien, Batlienne, Batliens, Batliennes
    - Bebington : Bebingtonien, Bebingtonienne, Bebingtoniens, Bebingtoniennes
    - Bedford : Bedfordien, Bedfordienne, Bedfordiens, Bedfordiennes
    - Birkenhead : Birkenheadien, Birkenheadienne, Birkenheadiens, Birkenheadiennes
    - Birmingham : Birminghamiens, Birminghamienne, Birminghamiens; Birminghamiennes, Birminghamois, Birminghamoise, Birminghamoises
    - Blackburn : Blackburnien, Blackburnienne, Blackburniens, Blackburniennes
    - Blackpool : Blackpoolien, Blackpoolienne, Blackpooliens, Blackpooliennes
    - Bolton : Boltonien, Boltonienne, Boltoniennes
    - Bournemouth : Bournemouthien, Bournemouthienne, Bournemouthiens, Bournemouthiennes
    - Bracknell : Bracknellois, Bracknelloise, Bracknelloises
    - Bradford : Bradfordien, Bradfordienne, Bradfordiens, Bradfordiennes
    - Brentwood : Brentwoodien, Brentwoodienne, Brentwoodiens, Brentwoodiennes
    - Brighton : Brightonien, Brightonienne, Brightoniens, Brightoniennes
    - Bristol : Bristolien, Bristolienne, Bristoliens, Bristoliennes
    - Burnley : Burnlien, Burnlienne, Burnliens, Burnliennes
    - Burton upon Trent : Burtonien, Burtonienne, Burtoniens, Burtoniennes
    - Cambridge : Cambridgien, Cambridgienne, Cambridgiens, Cambridgiennes
    - Cantorbéry : Cantorbérien, Cantorbérienne, Cantorbériens, Cantorbériennes
    - Carlisle : Carlislien, Carlislienne, Carlisliens, Carlisliennes
    - Chatham : Chathamien, Chathamienne, Chathamiens, Chathamiennes
    - Chelmsford : Chelmsfordien, Chelmsfordienne, Chelmsfordiens, Chelmsfordiennes
    - Chesterfield : Chesterfieldien, Chesterfieldienne, Chesterfieldiens, Chesterfieldienne
    - Cheltenham : Cheltenhamien, Cheltenhamienne, Cheltenhamiens, Cheltenhamiennes
    - Clacton-on-Sea : Clactonien, Clactonienne, Clactoniens, Clactoniennes
    - Colchester : Colcestrien, Colcestrienne, Colcestriens, Colcestriennes
    - Corby : Corbien, Corbienne, Corbiens, Corbiennes
    - Coventry : Coventrien, Coventrienne, Coventriens, Coventriennes
    - Crawley : Crawlien, Crawlienne, Crawliens, Crawliennes
    - Crewe : Crewite, Crewites
    - Crosby : Crosbien, Crosbienne, Crosbiens, Crosbiennes
    - Darlington : Darlingtonien, Darlingtonienne, Darlingtoniens, Darlingtoniennes
    - Derby : Derbien, Derbienne, Derbiens, Derbiennes
    - Dewsbury : Dewsburien, Dewsburienne, Dewsburiens, Dewsburiennes
    - Doncaster : Doncastrien, Doncastrienne, Doncastriens, Doncastriennes
    - Douvres : Douvrien, Douvrienne, Douvriens, Douvriennes
    - Dudley : Dudlien, Dudlienne, Dudliens, Dudliennes
    - Eastbourne : Eastbournien, Eastbournienne, Eastbourniens, Eastbourniennes
    - Ellesmere Port : Ellesmérien, Ellesmérienne, Ellesmériens, Ellesmériennes
    - Esher : Eshérien, Eshérienne, Eshériens, Eshériennes
    - Exeter : Exeterien, Exeterienne, Exeteriens, Exeteriennes ou Excestrien, Excestrienne, Excestriens, Excestriennes ou Exonien, Exonienne, Exoniens, Exoniennes
    - Filton : Filtonien, Filtonienne, Filtoniens, Filtoniennes
    - Folkestone : Folkestonien, Folkesoniens, Folkestionienne, Folkestioniennes
    - Gateshead : Gatesheadien, Gatesheadienne, Gatesheadiens, Gatesheadiennes
    - Gillingham : Gillinghamien, Gillinghamienne, Gillinghamiens, Gillinghamiens
    - Gloucester : Glocestrien, Glocestrienne, Glocestriens, Glocestriennes
    - Gosport : Gosportien, Gosportienne, Gosportiens, Gosportiennes
    - Gravesend (Kent) : Gravesendien, Gravesendienne, Gravesendiens, Gravesendiennes
    - Grimsby : Grimsbien, Grimsbienne, Grimsbiens, Grimsbiennes
    - Guildford : Guildfordien, Guildfordienne, Guilldfordiens, Guildfordiennes
    - Halesowen : Halesowénien, Halesowénienne, Halesowéniens, Halesowéniennes
    - Halifax : Halifacien, Halifacienne, Halifaciens, Halifaciennes
    - Harlow : Harlowite, Harlowites
    - Harrogate : Harrogatien, Harrogatienne, Harrogatiens, Harrogatiennes
    - Hartlepool : Hartlepoolien, Hartlepoolienne, Hartlepooliens, Hartlepooliennes
    - Hastings (Angleterre) : Hastinguois, Hastinguoise, Hastinguoises
    - Hemel Hempstead : Hemelien, Hemelienne, Hemeliens, Hemeliennes ou Hémélien, Hémélienne, Héméliens, Héméliennes
    - Hereford : Herefordien, Herefordienne, Herefordiens, Herefordiennes
    - High Wycombe : Wycombien, Wycombienne, Wycombiens, Wycombiennes
    - Huddersfield : Huddersfieldien, Huddersfieldienne, Huddersfieldiens, Huddersfieldiennes
    - Ipswich : Ipswichien, Ipswichienne, Ipswichiens, Ipswichiennes
    - Keighley : Keighlien, Keighlienne, Keighliens, Keighliennes
    - Kingston-upon-Hull : Hulliens, Hullienne, Hulliens, Hulliennes
    - Leeds : Leedsien, Leedsienne, Leedsiens, Leedsiennes ou Léodensien, Léodensienne, Léodensiens, Léodensiennes
    - Leicester : Leicestrien, Leicestrienne, Leicestriens, Leicestriennes
    - Lincoln : Lincolnien, Lincolnienne, Lincolniens, Lincolniennes
    - Lisburn : Lisburnien, Lisburnienne, Lisburniens, Lisburniennes
    - Liverpool : Liverpudlien, Liverpudlienne, Liverpudliens, Liverpudliennes ou Liverpuldien, Liverpuldienne, Liverpuldiens, Liverpuldiennes
    - Lowestoft : Lowestoftien, Lowestoftienne, Lowestoftiens, Lowestoftiennes
    - Luton : Lutonien, Lutonienne, Lutoniens, Lutoniennes
    - Macclesfield : Macclesfieldien, Macclesfieldienne, Macclesfieldiens, Macclesfieldiennes
    - Maidenhead : Maidenheadien, Maidenheadienne, Maidenheadiens, Maidenheadiennes
    - Maidstone : Maidstonien, Maidstonienne, Maidstoniens, Maidstoniennes
    - Manchester : Mancunien, Mancuniens, Mancunienne, Mancuniennes
    - Mansfield : Mansfieldien, Mansfieldienne, Mansfieldiens, Mansfieldiennes
    - Margate : Margatien, Margatienne, Margatiens, Margatiennes
    - Middlesbrough : Middlesbroughien, Middlesbroughienne, Middlesbroughiens, Middlesbroughiennes
    - Milton Keynes : Miltonien, Miltonienne, Miltoniens, Miltoniennes
    - Newcastle-under-Lyme : Novocastrien, Novocastrienne, Novocastriens, Novocastriennes
    - Newcastle-upon-Tyne : Novocastrien, Novocastrienne, Novocastriens, Novocastriennes
    - Northampton : Northamptonien, Northamptonienne, Northamptoniens, Northamptoniennes
    - Norwich : Norwichien, Norwichienne, Norwichiens, Norwichiennes
    - Nottingham : Nottinghamien, Nottinghamienne, Nottinghamiens, Nottinghamiennes
    - Nuneaton : Nuneatonien, Nuneatonienne, Nuneatoniens, Nuneatoniennes
    - Oldham : Oldhamien, Oldhamienne, Oldhamiens, Oldhamiennes
    - Oxford : Oxfordien, Oxfordienne, Oxfordiens, Oxfordiennes ou Oxonien, Oxonienne, Oxoniens, Oxoniennes
    - Paignton : Paigntonien, Paigntonienne, Paigntoniens, Paigntoniennes
    - Peterborough (Royaume-Uni) : Peterborien, Peterborienne, Peterboriens, Peterboriennes
    - Portsmouth : Portsmouthien, Portsmouthienne, Portmouthiens, Portsmouthiennes
    - Plymouth : Plymouthien, Plymouthienne, Plymouthiens, Plymouthiennes
    - Poole : Poolois, Pooloise, Pooloises
    - Preston : Prestonien, Prestonienne, Prestoniens, Prestoniennes
    - Reading : Radingois, Radingoise, Radingoises
    - Rochdale : Rochdalien, Rochdalienne, Rochdaliens, Rochdaliennes
    - Rochester : Rochestérien, Rochestérienne, Rochestériens, Rochestériennes
    - Rotherham : Rotherhamien, Rotherhamienne, Rotherhamiens, Rotherhamiennes
    - Rugby : Rugbien, Rugbienne, Rugbiens, Rugbiennes
    - Runcorn : Runcornien, Runcornienne, Runcorniens, Runcorniennes
    - Sale : Salien, Salienne, Saliens, Saliennes
    - Salford : Salfordien, Salfordienne, Salfordiens, Salfordiennes
    - Scarborough : Scarboroughien, Scarboroughienne, Scarboroughiens, Scarboroughiennes
    - Scunthorpe : Scunthorpien, Scunthorpienne, Scunthorpiens, Scunthorpiennes
    - Sheffield : Sheffieldois, Sheffieldoise, Sheffieldoises ou Sheffieldien, Sheffieldienne, Sheffieldiens, Sheffieldiennes
    - Shrewsbury : Shrewsburien, Shrewsburienne, Shrewsburiens, Shrewsburiennes
    - Slough : Paludien, Paludienne, Paludiens, Paludiennes
    - Solihull : Sihillien, Sihillienne, Sihilliens, Sihilliennes
    - Southampton : Southamptonien, Southamptonienne, Southamptoniens, Southamptoniennes
    - Southend-on-Sea : Southendien, Southendienne, Southendiens, Southendiennes
    - Southport : Southportonien, Southportonienne, Southportoniens, Southportoniennes
    - South Shields : Sandancien, Sandancienne, Sandanciens, Sandanciennes
    - St Albans : Vérulamien, Vérulamienne, Vérulamiens, Vérulamiennes
    - St Helens (Merseyside) :
    - Stafford : Staffordien, Staffordienne, Staffordiens, Staffordiennes
    - Stevenage : Stevenagien, Stevenagienne, Stevenagiens, Stevenagiennes
    - Stockport : Stopfordien, Stopfordienne, Stopfordiens, Stopfordiennes
    - Stockton-on-Tees : Stocktonien, Stocktonienne, Stocktoniens, Stocktoniennes
    - Stoke-on-Trent : Stokien, Stokienne, Stokiens, Stokiennes
    - Sunderland : Sunderlandais, Sunderlandaise, Sunderlandaises
    - Sutton Coldfield : Suttonien, Suttonienne, Suttoniens, Suttoniennes
    - Swindon : Swindonien, Swindonienne, Swindoniens, Swindoniennes
    - Tamworth : Tamworthien, Tamworthienne, Tamworthiens, Tamworthiennes
    - Taunton : Tauntonien, Tauntonienne, Tauntoniens, Tauntoniennes
    - Telford : Telfordien, Telfordienne, Telfordiens, Telfordiennes
    - Tynemouth : Tynemouthien, Tynemouthienne, Tynemouthiens Tynemouthiennes
    - Wakefield : Wakefieldien, Wakefieldienne, Wakefieldiens, Wakefieldiennes
    - Walsall : Walsallien, Walsallienne, Walsalliens, Walsalliennes
    - Walton-on-Thames : Waltonien, Waltonienne, Waltoniens, Waltoniennes
    - Warrington : Warringtonien, Warringtonienne, Warringtoniens, Warringtoniennes
    - Washington : Washingtonien, Washingtonienne, Washingtoniens, Washingtoniennes
    - Watford : Watfordien, Watfordienne, Watfordiens, Watfordiennes
    - West Bromwich : Bromwichien, Bromwichienne, Bromwichiens, Bromwichiennes
    - Weston-super-Mare : Westonien, Westonienne, Westoniens, Westoniennes
    - Weymouth : Weymouthien, Weymouthienne, Weymouthiens, Weymouthiennes
    - Wigan : Wiganais, Wiganais, Wiganaise, Wiganaises
    - Woking : Wokingien, Wokingienne, Wokingiens, Wokingiennes
    - Wolverhampton : Wolverhamptonien, Wolverhamptonienne, Wolverhamptoniens, Wolverhamptoniennes
    - Worcester : Worcestrien, Worcestrienne, Worcestriens, Worcestriennes
    - Worthing : Worthingien, Worthingienne, Worthingiens, Worthingiennes
    - York : Yorkais, Yorkais, Yorkaise, Yorkaises
    - Cornouailles (les) : Cornouaillais, Cornouaillais, Cornouaillaise, Cornouaillaises ; glottonyme : cornique
    - Devon : Dévonien, Dévonienne, Dévoniens, Dévoniennes
    - Sorlingues (les) :

  - Écosse (l') : Écossais, Écossais, Écossaise, Écossaises ; glottonymes : écossais, scots ; adjectif : écossais, écossais, écossaise, écossaises ; la scottish est une danse
    - Aberdeen : Aberdonien, Aberdonienne, Aberdoniens, Aberdoniennes
    - Dundee : Dundonien, Dundonienne, Dundoniens, Dundoniennes
    - Édimbourg : Édimbourgeois, Édimbourgeois, Édimbourgeoise, Édimbourgeoises
    - Glasgow : Glasvégien, Glasvégienne, Glasvégiens, Glasvégiennes ou Glasgovien, Glasgovienne, Glasgoviens, Glasgoviennes ou Glaswégien, Glaswégienne, Glaswégiens, Glaswégiennes
    - Hamilton (Écosse) : Hamiltonien, Hamiltonienne, Hamiltoniens, Hamiltoniennes
    - Livingston : Livingstonien, Livingstonienne, Livingstoniens, Livingstoniennes
    - Paisley (Royaume-Uni) : Paislien, Paislienne, Paisliens, Paisliennes
    - Highlands (les) : Highlander, Highlanders ; Highlander est le titre d'un film célèbre (1986)
    - Hébrides (les) : Hébridais, Hébridais, Hébridaise, Hébridaises
    - Orcades (les) : Orcadien, Orcadiens, Orcadienne, Orcadiennes
    - Shetland (les) : Shetlandais, Shetlandais, Shetlandaise, Shetlandaises

  - Irlande du Nord (l') : Nord-Irlandais, Nord-Irlandais, Nord-Irlandaise, Nord-Irlandaises ou  Irlandais du Nord, Irlandais du Nord, Irlandaise du Nord, Irlandaises du Nord ; adjectif : nord-irlandais, nord-irlandais, nord-irlandaise, nord-irlandaises
    - L'Irlande du Nord se réduit à une partie de l'Ulster :
    - Bangor : Bangorien, Bangorienne, Bangoriens, Bangoriennes
    - Belfast : Belfastois, Belfastois, Belfastoises, Belfastoises
    - Castlereagh : Castlereaghois, Castlereaghois, Castlereaghoise, Castlereaghoises
    - Craigavon : Craigavonien, Craigavonienne, Craigavoniens, Craigavoniennes
    - Londonderry : Derrien, Derrienne, Derriens, Derriennes

  - Pays de Galles (le) : Gallois, Gallois, Galloise, Galloises ; glottonyme : gallois
    - Cardiff : Cardiffois, Cardiffois, Cardiffoise, Cardiffoises
    - Newport (pays de Galles) : Newportonien, Newportonienne, Newportoniens, Newportoniennes
    - Swansea : Swansien, Swansienne, Swansiens, Swansiennes
    - Wrexham : Wrexhamien, Wrexhamienne, Wrexhamiens, Wrexhamiennes

Territoires du Royaume-Uni ou de la couronne britannique
- - Anguilla : Anguillais, Anguillan
  - Bermudes : Bermudiens
    - Hamilton (Bermudes) : Hamiltoniens

  - Gibraltar : Gibraltariens
  - Îles Anglo-Normandes : Îlemans (de la Manche) ou Normands insulaires
    - Aurigny : Aurignais ; glottonyme : auregnais
    - Guernesey : Guernesiais ; glottonyme : guernesiais
      - Câtel : Câtelains
      - La Forêt : Forêtains
      - Le Vale : Valais
      - Saint-André : Saint-Andriais
      - Saint-Martin : Saint-Martinais
      - Saint-Pierre-du-Bois : Saint-Pierrais
      - Saint-Pierre-Port : Villais
      - Saint-Samson : Saint-Samsonnais
      - Saint-Sauveur : Saint-Sauveurais
      - Torteval : Tortevalais

    - Herm : Hermais, Hermois
    - Jersey : Jersiais ; glottonyme : jersiais
      - Grouville : Grouvillais
      - La Trinité : Trinitais
      - Saint-Brélade : Saint-Bréladais
      - Saint-Clément : Saint-Clémentais
      - Sainte-Marie : Sainte-Mariais
      - Saint-Hélier : Villais
      - Saint-Jean : Saint-Jeannais
      - Saint-Laurent : Saint-Laurenchais
      - Saint-Martin : Saint-Martinnais
      - Saint-Ouen : Saint-Ouennais
      - Saint-Pierre : Saint-Pierrais
      - Saint-Sauveur : Saint-Sauveurais

    - Jéthou : Jéthouais
    - Lihou : Lihouards
    - Sercq : Sercquiais ; glottonyme : sercquiais

  - Îles Caïmans : Caïmans-insulaires ou Caïmaniens
  - Îles Malouines : Malouines-insulaires ou « Kelpers »
  - Île de Man : Mannois ; glottonyme : mannois
  - Montserrat : Montserratiens
  - Île Sainte-Hélène : Sainte-Héléniens
  - Îles Turks-et-Caïcos : Turks-et-Caïcos-insulaires
  - territoire britannique de l'océan Indien :
    - archipel des Chagos : Chagossiens